# Selvmordsturisten
Selvmordsturisten (danès: Turista suïcida) és una pel·lícula dramàtica de misteri danesa, noruega i alemanya del 2019 dirigida per Jonas Alexander Arnby i protagonitzada per Nikolaj Coster-Waldau. La pel·lícula es va estrenar al LII Festival Internacional de Cinema Fantàstic de Catalunya de 2019.

## Argument
El detectiu d'assegurances Max Isaksen investiga el cas fred de la desaparició d'Arthur. L'encàrrec el porta a l'Hotel Aurora clandestí, una instal·lació secreta especialitzada en elaborades fantasies de suïcidi assistit. Mentre es troba enmig d'una crisi existencial, Max qüestiona la seva percepció de la realitat.

## Repartiment
- Nikolaj Coster-Waldau com a Max Isaksen
- Tuva Novotny com a Lærke
- Robert Aramayo com a Ari
- Jan Bijvoet com a Frank
- Solbjørg Højfeldt com a Karen
- Sonja Richter com Alice Dinesen
- Lorraine Hilton com a Jenny
- Slimane Dazi com a François
- Johanna Wokalek com a Linda
- Kaya Wilkins com a Mia
- Kate Ashfield com a mare falsa

## Estrena
La pel·lícula es va estrenar al LII Festival Internacional de Cinema Fantàstic de Catalunya el 3 d'octubre de 2019. Va ser estrenada als cinemes i en VOD als Estats Units per Screen Media Films el 12 de juny de 2020.

## Taquilla
Selvmordsturisten va recaptar 0 dòlars a Amèrica del Nord i $3,955 a Hongria.

## Resposta crítica
La pel·lícula té una puntuació d'aprovació del 38% a l'agregador de ressenyes Rotten Tomatoes, basat en 26 ressenyes, amb una mitjana ponderada de 5,20/10. El consens crític del lloc web diu: "Un possible thriller que s'inclina una mica massa en la crisi existencial del seu heroi, Selvmordsturisten deixarà la majoria dels espectadors a la recerca de la porta." A Metacritic, té una puntuació de 46 sobre 100, basada en 11 crítiques, indicant "crítiques mixtes o mitjanes". Lorry Kikta de Film Threat va atorgar a la pel·lícula un 10 sobre 10.  Hannah Hoolihan de Screen Rant va premiar la pel·lícula amb dos i mitja estrelles de cinc.  Tara McNamara de Common Sense Media va atorgar a la pel·lícula tres estrelles de cinc. Frank Scheck de The Hollywood Reporter va donar a la pel·lícula una crítica negativa i va escriure: "Selvmordsturisten juga com un thriller existencial que, malauradament, no té ni profunditat filosòfica ni emocions." Dennis Harvey de Variety també va donar a la pel·lícula una crítica negativa, descrivint-la com "una pel·lícula que, finalment, és una mica massa educat i vague per fer gran part de la seva intrigant premissa." Glenn Kenny de RogerEbert.com va premiar la pel·lícula amb dues estrelles i va escriure: "I Coster-Waldau es compromet amb el seu caràcter avorrit prou com per ser, bé, avorrit." Katie Walsh de Los Angeles Times també va donar a la pel·lícula una crítica negativa i va escriure: "Hi ha un potencial real en aquesta premissa, i uns quants parpelleigs d'autèntica habilitat, però la narració és frustrantment abstrusa, cosa que fa que hi hagi un Pla de sortida que és un autèntica oportunitat perduda.